# 그린 호넷 (2011년 영화)
《그린 호넷》(The Green Hornet)은 미국에서 제작된 미셸 공드리 감독의 2011년 액션 영화이다. 세스 로건 등이 주연으로 출연하였고 닐 H. 모리츠 등이 제작에 참여하였다. 이 영화는 2011년 1월 14일 컬럼비아 픽처스에 의해 리얼D 시네마와 아이맥스 3D 포맷으로 북아메리카의 극장에 개봉되었다.

## 출연

### 주연
- 세스 로건
- 주걸륜
- 크리스토프 왈츠
- 카메론 디아즈

### 조연
- 톰 윌킨슨
- 데이빗 하버
- 에드워드 제임스 올모스
- 제이미 해리스
- 채드 콜맨
- 에드워드 펄롱

## 기타
- 공동제작: 라피 애들런
- 협력프로듀서: 리사 로저스
- 협력프로듀서: 리언 스톤브레이커
- 작사: 브라이언 에노
- 미술: 오웬 패터슨
- 세트: 로널드 R. 레이스
- 스턴트: J.J. 페리
- 스턴트: 리치팅
- 의상: 킴 바렛
- 배역: 프랜신 마이슬러